# Villeparisis
Villeparisis est une commune française située dans le département de Seine-et-Marne en région Île-de-France.

## Géographie

### Localisation
La commune est située au nord-ouest du département de Seine-et-Marne, à environ 5,9 kilomètres à l’ouest de Claye-Souilly.

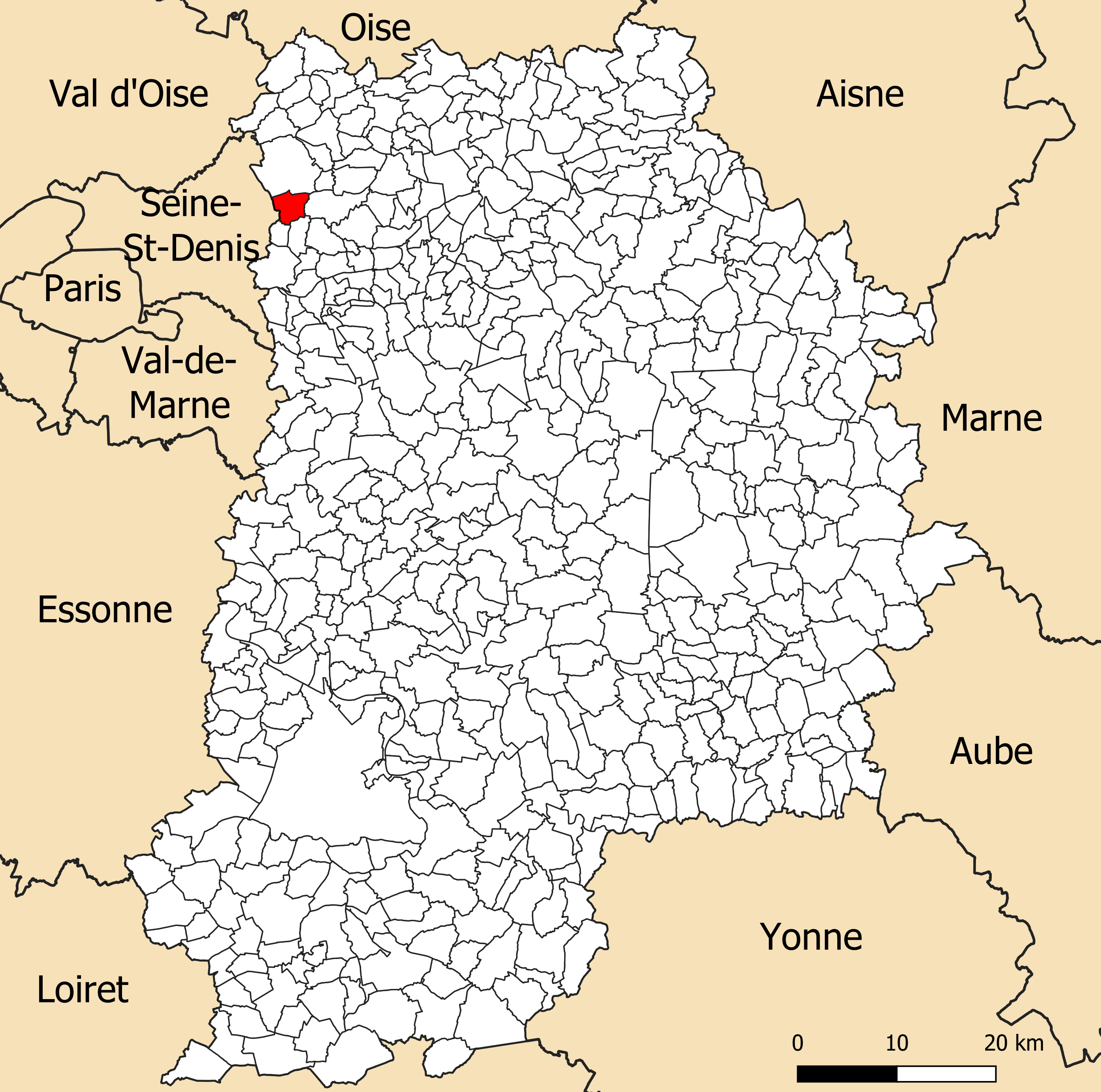
Localisation de la commune de Villeparisis dans le département de Seine-et-Marne

### Communes limitrophes
| Tremblay-en-France (Seine-Saint-Denis) | Mitry-Mory   | Mitry-Mory    |
|                                        | Villeparisis | Claye-Souilly |
| Vaujours (Seine-Saint-Denis)           | Courtry      | Le Pin        |

### Hydrographie
Le système hydrographique de la commune se compose de quatre cours d'eau référencés :
- le Canal de l'Ourcq, long de 96,55 km[1] et passe non loin de la Place du Marché ;
- la Reneuse (ou ruisseau la Reneuse), longue de 5,32 km[2], affluent de la Beuvronne ;
  - le canal 01 du Treillage, long de 0,81 km[3], conflue avec la Reneuse ;
- le fossé 02 de la Commune de Claye-Souilly, canal de 2,67 km[4] qui conflue avec le cours d'eau 01 de la Commune de Claye-Souilly.

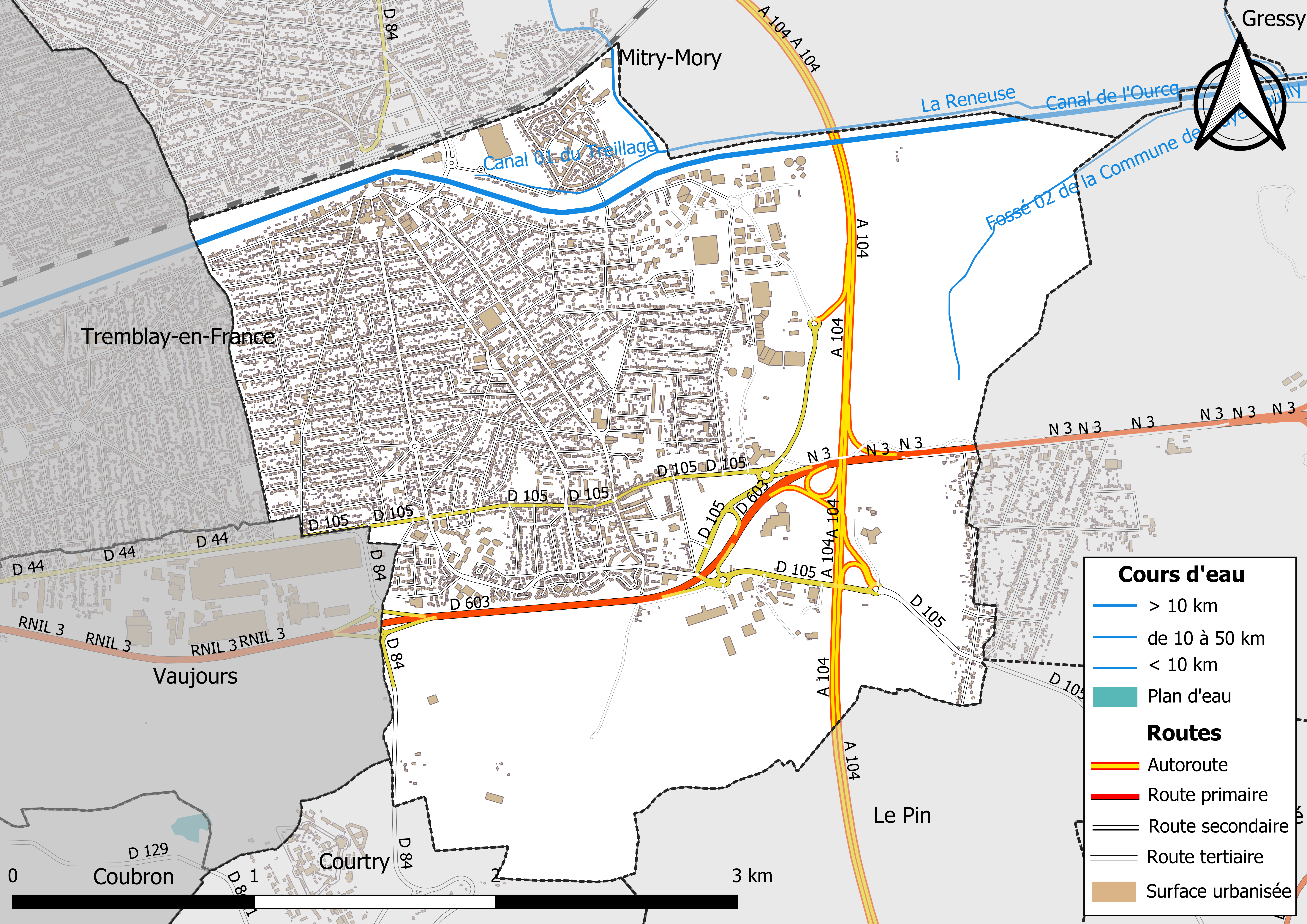
Carte des réseaux hydrographique et routier de Villeparisis.

La longueur linéaire globale des cours d'eau sur la commune est de 5,31 km.

### Géologie et relief
La commune est classée en zone de sismicité 1, correspondant à une sismicité très faible. L'altitude varie de 53 mètres à 133 mètres pour le point le plus haut, le centre du bourg se situant à environ 65 mètres d'altitude (mairie).

### Climat
Pour des articles plus généraux, voir Climat de l'Île-de-France et Climat de Seine-et-Marne.
En 2010, le climat de la commune est de type climat océanique dégradé des plaines du Centre et du Nord, selon une étude du CNRS s'appuyant sur une série de données couvrant la période 1971-2000. En 2020, Météo-France publie une typologie des climats de la France métropolitaine dans laquelle la commune est exposée à un climat océanique altéré et est dans la région climatique Sud-ouest du bassin Parisien, caractérisée par une faible pluviométrie, notamment au printemps (120 à 150 mm) et un hiver froid (3,5 °C).
Pour la période 1971-2000, la température annuelle moyenne est de 11,3 °C, avec une amplitude thermique annuelle de 15,1 °C. Le cumul annuel moyen de précipitations est de 705 mm, avec 10,8 jours de précipitations en janvier et 7,7 jours en juillet. Pour la période 1991-2020, la température moyenne annuelle observée sur la station météorologique la plus proche, située sur la commune de Torcy à 11 km à vol d'oiseau, est de 12,1 °C et le cumul annuel moyen de précipitations est de 716,4 mm,. Pour l'avenir, les paramètres climatiques de la commune estimés pour 2050 selon différents scénarios d'émission de gaz à effet de serre sont consultables sur un site dédié publié par Météo-France en novembre 2022.

### Voies de communication et transports

#### Voies de communication
Villeparisis est située sur l'ancien tracé (désormais dévié) de la RN 3 reliant Paris à Meaux.

#### Transports

##### Voies ferroviaires
La gare de Villeparisis - Mitry-le-Neuf, desservie par le RER B, se situe en lisière de la limite communale, au nord.

##### Transports en commun
Plusieurs transporteurs desservent la commune, à travers :
- les lignes 2128, 2116, 2117, 2118, 2119, 2121, 2122 et 2123 du réseau de bus Roissy Est ;
- les lignes 3 et 3s du réseau de bus Apolo 7 ;
- et la nuit, par la ligne N41 du réseau régional Noctilien.

### Milieux naturels et biodiversité
Aucun espace naturel présentant un intérêt patrimonial n'est recensé sur la commune dans l'inventaire national du patrimoine naturel,,.

## Urbanisme

### Typologie
Au 1er janvier 2024, Villeparisis est catégorisée grand centre urbain, selon la nouvelle grille communale de densité à sept niveaux définie par l'Insee en 2022.
Elle appartient à l'unité urbaine de Paris, une agglomération inter-départementale regroupant 407  communes, dont elle est une commune de la banlieue,,. Par ailleurs la commune fait partie de l'aire d'attraction de Paris, dont elle est une commune du pôle principal,. Cette aire regroupe 1 929 communes,.

### Aménagement
Depuis 2005, le quartier du Vieux-Pays (ou République-Vilvaudé) est en rénovation totale. L'opération de rénovation du quartier historique s'étend sur un périmètre de 11 400 m2 compris entre la rue de Ruzé, la rue de la République et la ruelle au Vin. À terme, lorsque la dernière opération immobilière aura été réalisée, plus de 300 logements auront été construits, dont un grand nombre de logements sociaux jusqu'en 2014. Cette concentration a fortement contribué à classer ce secteur de Villeparisis en quartier prioritaire sur la base du critère de référence unique, portant depuis 2012 sur le revenu des habitants du quartier, lui-même défini selon des découpages en carreaux de toute la France par l'État.

### Lieux-dits et écarts
La commune compte 38 lieux-dits administratifs répertoriés consultables ici.

### Quartiers
Elle est constituée de plusieurs quartiers, dont[réf. nécessaire] :
- le quartier du Boisparisis ;
- le quartier du Bois Fleuri ;
- la cité du Corsr ;
- la cité du Normandie-Niémen ;
- la cité de La place du marché ;
- le quartier du Parisis ;
- le quartier du Vieux Pays.

### Occupation des sols
En 2018, le territoire de la commune se répartit en 44,4 % de zones urbanisées, 20,8 % de terres arables, 11,9 % de zones industrielles commercialisées et réseaux de communication, 11,3 % de forêts, 4,9 % de mines, décharges et chantiers, 3,8 % de zones agricoles hétérogènes, 2,9 % d’espaces verts artificialisés non agricoles et 0,5 % de milieux à végétation arbusive et/ou herbacée,.

### Logement
En 2016, le nombre total de logements dans la commune était de 10 825 dont 45,7 % de maisons et 53,8 % d’appartements.
Parmi ces logements, 91,6 % étaient des résidences principales, 0,6 % des résidences secondaires et 7,8 % des logements vacants.
La part des ménages fiscaux propriétaires de leur résidence principale s’élevait à 56,7 % contre 42,2 % de locataires,, dont 18,6 % de logements HLM loués vides (logements sociaux) et, 1,2 % logés gratuitement.

## Toponymie
La localité a été dénommée comme suit :
- en 1000 : Parisio ;
- en 1096 : Parirsia ;
- en 1276 : Parrochia De Parisiaca ;
- en 1337 : Ville Parysie ;
- en 1449 : Villeparisie ;
- en 1545 : Villeparisy ;
- en 1593 : Villeparisiz ;
- en 1660 : Vileparisis ;
- en 1789 : Villeparisis ou Ville-Parisis.

Le nom de Villeparisis viendrait de la tribu gauloise des Parisii.
Dans des textes latins datant des XIIe siècle mais aussi du XIIIe siècle, le lieu est quelquefois désigné simplement Parisis, sans le faire précéder du mot Ville. Durant la Révolution, on trouve Ville-Parisis.

## Histoire
Le site de Villeparisis semble toujours avoir été situé sur une importante voie de communication, il se trouvait à la jonction des tribus des Parisii et des Meldes.
Plusieurs familles eurent la seigneurie de Villeparisis. Ainsi, aux XIe – XIIe siècles, est signalée la famille seigneuriale de Villeparisis, ou de Parisio, de Parisia, de Parisiaca (comme Garnier/Warnerius vers 1095 ; Jean en 1166, père d'Adam, Baudouin, Guillaume, Anselme, Étienne ; Guillaume en 1210), famille qui fait allégeance à l'évêque de Paris et au sire de Montjay. Les abbayes franciliennes de Saint-Victor, Saint-Denis, Saint-Martin-des-Champs et Livry étaient largement possessionnées à Villeparisis.
À partir du XVe siècle, on rencontre les Clutin/Cleutin comme famille seigneuriale : Henri Ier Clutin, † 1438, changeur royal, mari de Jeanne, fille de Robert L(h)uillier et d'Alix de Laistre (fille ou proche parente du chancelier Eustache de Laistre, du camp bourguignon) ; leur fils aîné Pierre, conseiller au Parlement, fut père d'Henri II, aussi conseiller au Parlement, † 1514, qui épousa Jeanne de Louviers, d'où leurs fils Pierre (secrétaire du roi, président aux enquêtes au Parlement ; le même Pierre Cleutin qui fut prévôt des marchands en 1516-1518 ?) et Henri III. Ce dernier prit pour femme Jeanne, fille de Guy de Chasteignier de La Roche-Posay, d'où Regnaud, † 1575, abbé de Flavigny et seigneur de Villeparisis, et son frère aîné Henri IV (1510/1515-1566 à Rome), ambassadeur des rois Valois en Écosse puis auprès du pape, vice-roi (lieutenant-général) d'Écosse, sire d'Ois(s)el (Oysel à Fresnay le Vicomte ?) et Saint-Aignan au Maine, marié 1° à Jeanne de Thouars au Maine (fille de Nicolas de Thouars et de Louise, fille de Charles Ier d'Angennes et tante du cardinal Charles ; d'où Jacques et Marie Clutin, qui suit), et 2° autre Jeanne (1539/1543-1622 ; fille de Jean III de Chasteignier de La Roche-Posay, remariée veuve en 1573 à Gaspard de Schomberg, d'où le maréchal Henri de Schomberg). L'héritière Marie Cl(e)utin, née vers 1555, épousa 1° 1567 Claude de L'Aubespine, secrétaire d'État, et 2° 1572 Georges de Clermont-Gallerande : Postérité, suite des sires de St-Aignan au Maine.
On trouve ensuite à Villeparisis les Caillard, avec Jacques Ier Caillard (1631-1673 ; avocat au Parlement ; sire de Villeparisis en 1666 ; protestant), puis son fils Jacques II Caillard (1657-1742 ; sans postérité ; lieutenant-général à la connétablie, il abjure la RPR en novembre 1685). Il existait d'ailleurs une vague parenté entre les Clutin et les Caillard : en effet Abraham II Caillard d'Aillières (1620-1699), frère aîné de Jacques Ier Caillard, avait pris pour femme Judith Le Vasseur dame d'Aillières (vers 1642-1687 ; fille de Jean-Antoine, fils de Joachim II, lui-même fils de Joachim Ier Le Vasseur d'Aillières et de Louise de Thouars au Maine, dont nous avons rencontré la sœur Jeanne de Thouars comme la 1re femme d'Henri IV Clutin et la mère de Marie Cleutin).
Jacques II Caillard vendit Villeparisis en mars 1698 à Antoine Ricouard d’Hérouville (né vers 1656 et † en 1726 ; grand-père d'Antoine d'Hérouville), qui acquit aussi Claye en partie.
En 1884, dans un lieu appelé alors le vieux cimetière situé dans les carrières de Montzaigle ont été mis au jour des sarcophages de pierre datant de l'époque gallo-romaine. On peut donc en déduire que Villeparisis existait au Ve siècle.

## Politique et administration

### Rattachements administratifs et électoraux
La commune était intégrée depuis 1994 à l'arrondissement de Torcy, qui avait succédé à l'arrondissement de Noisiel du département de Seine-et-Marne.
Afin de faire coïncider les limites d'arrondissement et celles des intercommunalités, elle réintègre le 1er janvier 2018 l'arrondissement de Meaux.
Pour l'élection des députés, elle fait partie depuis 1988 de la septième circonscription de Seine-et-Marne.
Elle faisait partie depuis 1793 du canton de Claye-Souilly. Dans le cadre du redécoupage cantonal de 2014 en France, la commune devient le bureau centralisateur du nouveau canton de Villeparisis.

### Intercommunalité
La commune a intégré le 1er janvier 2014 la communauté de communes Plaines et Monts de France, créée l'année précédente par la fusion de plusieurs intercommunalités.
Toutefois, dans le cadre de la mise en œuvre de la loi MAPAM du 27 janvier 2014, qui prévoit la généralisation de l'intercommunalité à l'ensemble des communes et la création d'intercommunalités de taille importante capables de dialoguer avec la métropole du Grand Paris, le préfet de la région d'Île-de-France approuve le 4 mars 2015 un schéma régional de coopération intercommunale, qui a obligé Villeparisis à  intégrer la communauté d'agglomération Roissy Pays de France, importante structure intercommunale située dans le Val-d'Oise et en Seine-et-Marne créée par la fusion de plusieurs autres intercommunalités.
Villeparisis en est donc membre depuis le 1er janvier 2016.

### Tendances politiques et résultats
Au second tour des élections municipales de 2014, la liste DVD menée par Hervé Touguet obtient la majorité absolue des suffrages exprimés, avec 3 612 voix (52,44 %, 27 conseillers municipaux élus dont 4 communautaires), devançant de 337 voix celle PS-PCF-EELV menée par Gilles Loubignac — soutenu par le maire sortant José Hennequin, qui ne se représentait pas — qui a recueilli  3 275 voix (47,55 %, 8 conseillers municipaux élus dont 1 communautaire).
Lors de ce scrutin, 50,13 % des électeurs se sont abstenus.
Lors du second tour des élections municipales de 2020, la liste menée par Frédéric Bouche (Union de la gauche et écologistes) a obtenu la majorité absolue des suffrages exprimés, avec 50,26 % des voix, devançant celles menée respectivement par Hervé Touguet, maire sortant (LR / Union de la droite, soutenu par LREM), qui obtient 42,87 %, et par Claude Sicre de Fontbrune (UDI, 6,86 %).
Lors de ce scrutin marqué par la pandémie de Covid-19 en France, 31,39 % des électeurs se sont abstenus.

### Liste des maires
| Période                                  | Période      | Identité                                    | Étiquette     | Qualité                                                                       |
| ---------------------------------------- | ------------ | ------------------------------------------- | ------------- | ----------------------------------------------------------------------------- |
| Les données manquantes sont à compléter. |              |                                             |               |                                                                               |
| février 1790                             | 1791         | Pierre Compagnot de la Motte                |               |                                                                               |
| 1791                                     | 1800         | Mantion                                     |               |                                                                               |
| 1800                                     | 1814         | Auguste Lemaire                             |               |                                                                               |
| 1814                                     | 1816         | François Champs                             |               |                                                                               |
| 1816                                     | 1830         | Pierre Nicolas Barbier                      |               |                                                                               |
| 1830                                     | 1850         | François Nicolas Leroux                     |               |                                                                               |
| 1850                                     | 1851         | Jean Roch                                   |               |                                                                               |
| 1851                                     | 1853         | François Xavier Rouyer                      |               |                                                                               |
| 1853                                     | 1855         | Nicolas Edouard Peron                       |               |                                                                               |
| 1855                                     | 1858         | Lubin Pierre Sylvain Boufflerd              |               |                                                                               |
| 1858                                     | 1871         | Charles-Auguste Foacier de Ruzé (1813-1881) |               | Propriétaire terrien, rentier                                                 |
| 1871                                     | 1879         | Étienne Barbier                             |               |                                                                               |
| 1879                                     | 1885         | François Champs                             |               |                                                                               |
| 1885                                     | 1889         | Louis Parquin père                          |               |                                                                               |
| 1889                                     | 1892         | François Champs                             |               |                                                                               |
| 1892                                     | 1896         | Charles Delamare                            |               |                                                                               |
| 1896                                     | 1919         | Louis Parquin fils                          |               |                                                                               |
| 1919                                     | 1940         | Marcel Leconte (1877-1959)                  | PCF puis SFIO | Ouvrier puis agent de maîtrise Conseiller d'arrondissement (1931 → 1937)      |
| 1940                                     | 1940         | G. Cauquil                                  |               | Maire provisoire                                                              |
| 1940                                     | 1944         | Louis Lamothe                               |               | Nommé conseiller départemental en 1943                                        |
| 1944                                     | mars 1983    | Paulin Torras                               | PCF           | Médecin généraliste                                                           |
| mars 1983                                | 1990         | Claude Duchemin                             | RPR           | Ingénieur des travaux publics                                                 |
| 1990                                     | juin 1995    | Jean Bouige                                 | RPR           | Biologiste médical                                                            |
| juin 1995                                | mars 2014    | José Hennequin                              | PS            | Enseignant Conseiller général de Claye-Souilly (1982 → 2001)                  |
| mars 2014                                | juillet 2020 | Hervé Touguet                               | UMP-LR        | Directeur général des services Vice-président de la CA Roissy Pays de France  |
| juillet 2020,                            | En cours     | Frédéric Bouche                             | PS            | Cadre territorial 11e vice-président de la CA Roissy Pays de France (2020 → ) |

### Jumelages
| Ville | Ville       | Pays | Pays        | Période     |
| ----- | ----------- | ---- | ----------- | ----------- |
|       | Maldon      |      | Royaume-Uni | depuis 1996 |
|       | Melgaço     |      | Portugal    | depuis 2022 |
|       | Pietrasanta |      | Italie      | depuis 1976 |
|       | Wathlingen  |      | Allemagne   | depuis 1975 |

## Population et société

### Démographie
L'évolution du nombre d'habitants est connue à travers les recensements de la population effectués dans la commune depuis 1793. Pour les communes de plus de 10 000 habitants les recensements ont lieu chaque année à la suite d'une enquête par sondage auprès d'un échantillon d'adresses représentant 8 % de leurs logements, contrairement aux autres communes qui ont un recensement réel tous les cinq ans,.

En 2022, la commune comptait 26 794 habitants, en évolution de +1,77 % par rapport à 2016 (Seine-et-Marne : +3,92 %, France hors Mayotte : +2,11 %).
| 1793 | 1800 | 1806 | 1821 | 1831 | 1836 | 1841 | 1846 | 1851 |
| ---- | ---- | ---- | ---- | ---- | ---- | ---- | ---- | ---- |
| 537  | 487  | 559  | 525  | 606  | 701  | 685  | 737  | 620  |

| 1856 | 1861 | 1866 | 1872 | 1876 | 1881 | 1886 | 1891 | 1896 |
| ---- | ---- | ---- | ---- | ---- | ---- | ---- | ---- | ---- |
| 564  | 733  | 902  | 849  | 898  | 886  | 853  | 856  | 858  |

| 1901 | 1906 | 1911 | 1921 | 1926  | 1931  | 1936  | 1946  | 1954  |
| ---- | ---- | ---- | ---- | ----- | ----- | ----- | ----- | ----- |
| 881  | 907  | 910  | 996  | 3 011 | 4 989 | 5 585 | 5 610 | 7 525 |

| 1962   | 1968   | 1975   | 1982   | 1990   | 1999   | 2006   | 2011   | 2016   |
| ------ | ------ | ------ | ------ | ------ | ------ | ------ | ------ | ------ |
| 10 926 | 13 470 | 14 817 | 16 659 | 18 790 | 21 296 | 23 302 | 24 525 | 26 327 |

| 2021   | 2022   | - | - | - | - | - | - | - |
| ------ | ------ | - | - | - | - | - | - | - |
| 26 822 | 26 794 | - | - | - | - | - | - | - |

### Équipements culturels et sportifs
- Le Centre culturel Jacques-Prévert aurait la particularité d'avoir la même acoustique que l'Olympia, dit-on, ce qui explique que bon nombre d'artistes font passer leurs tournées par Villeparisis.
- Le Conservatoire municipal de musique et de danse de Villeparisis, chemin de la Couronne.
- La Médiathèque municipale Elsa Triolet, place Pietrasanta.
- La Maison pour Tous, chemin de la Couronne.
- Le musée de l'histoire locale est situé à l'entrée du parc Honoré de Balzac, créé et géré par l'association d'histoire locale Villeparisis et son Passé (ouverture les samedis matin de 10h00 à 12h00).
- Le gymnase Géo André (terrain de basket, salle de Judo Roland Devienne)

### Enseignement
Villeparisis dispose de :
- 8 écoles maternelles ;
- 8 écoles élémentaires ;
- 3 collèges : Marthe Simard (ouvert en septembre 2021[52]), Gérard Philipe et Jacques Monod. Les établissements sont gérés par le Conseil départemental de Seine-et-Marne.

La commune dépend de l'Académie de Créteil ; pour le calendrier des vacances scolaires, Villeparisis est en zone C.

## Économie

### Revenus de la population et fiscalité
En 2017, le nombre de ménages fiscaux de la commune était de 10 264 (dont 59 % imposés), représentant 26 900 personnes et la  médiane du revenu disponible par unité de consommation  de 20 970 euros.

### Emploi
En 2017, le nombre total d’emplois dans la zone était de 5 229, occupant 11 610 actifs  résidants.
Le taux d'activité de la population (actifs ayant un emploi) âgée de 15 à 64 ans s'élevait à  67,1 % contre un taux de chômage de 9,6 %.
Les 23,3 % d’inactifs se répartissent de la façon suivante : 10 % d’étudiants et stagiaires non rémunérés, 4,6 % de retraités ou préretraités et 8,7 % pour les autres inactifs.

### Entreprises et commerces
En 2015, le nombre d'établissements actifs était de 1 554 dont 7 dans l'agriculture-sylviculture-pêche, 64 dans l’industrie, 260 dans la construction, 1 060 dans le commerce-transports-services divers (dont 305 dans le commerce et la réparation automobile)  et 163  étaient relatifs au secteur administratif.
Ces établissements ont pourvu 4 056 postes salariés.
Villeparisis dispose de trois parcs d'activités :
- la « Z.A.C. de l'Ambrésis », regroupant de grandes enseignes, des restaurants, des entreprises ;
- le parc d'activité Salengro où se situe un hypermarché et une galerie commerciale ;
- le parc d'activités Sud-Montzaigle dans lequel sont installées des entreprises.

Un des plus grands marchés du secteur est organisé trois fois par semaine dans la halle couverte et sur la place du Marché les mercredis, vendredis et dimanches matin.

## Culture locale et patrimoine

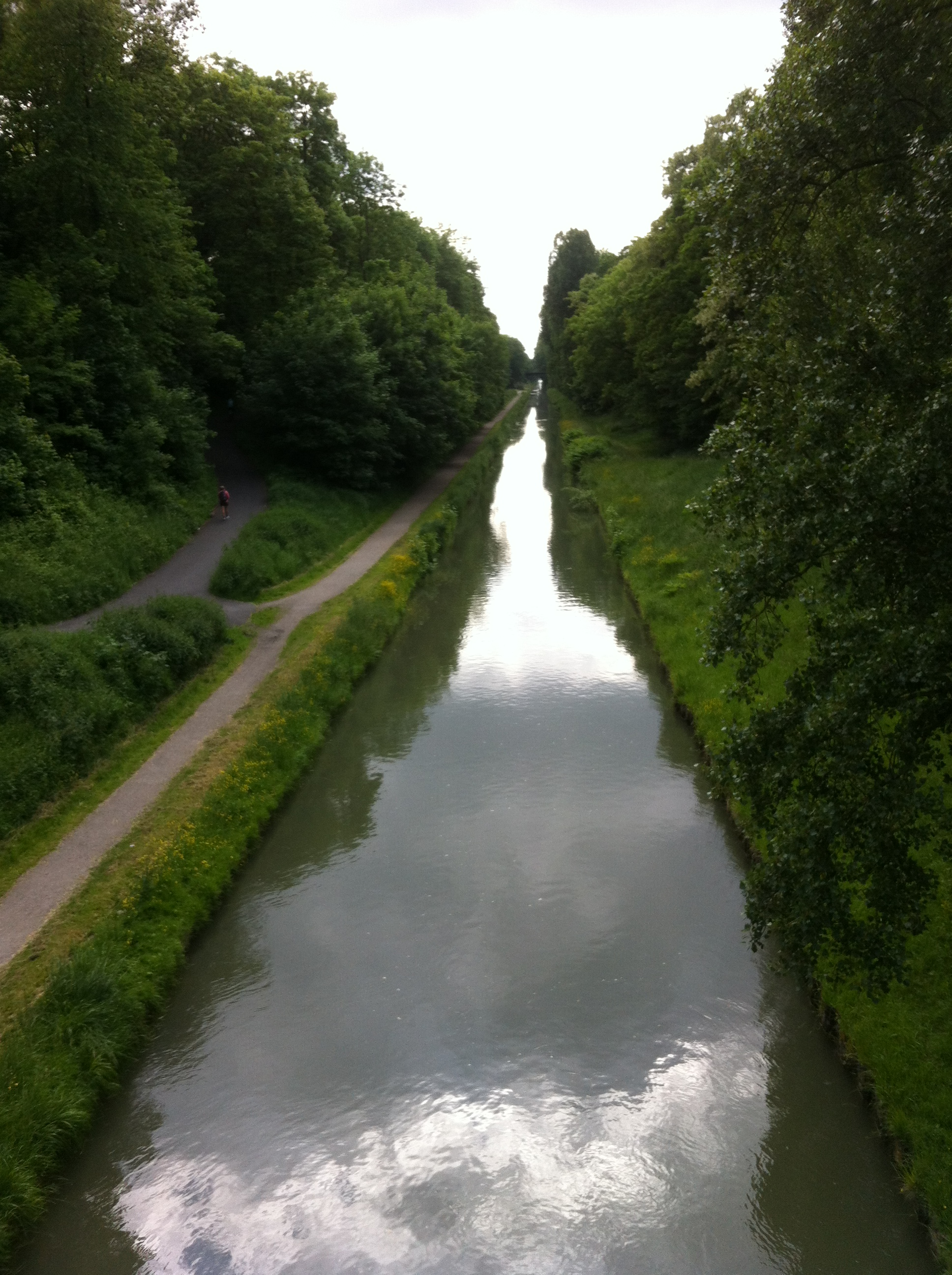
Le canal de l'Ourcq.

### Lieux et monuments
- Église Notre-Dame-de-la-Paix[56]  : construite en 1955 (pose de la première pierre le 30 janvier), sur une architecture moderne du XXe siècle par l'architecte Maurice Novarina. Le clocher, détaché de l'église, a été construit en fin de siècle sur le modèle architectural de l'église elle-même.
- Église Saint-Martin : petite église du XIIe siècle (légèrement penchée).
- Château de Morfondé : ancien centre d'apprentissage de l'Armée du salut - fermé en septembre 2013 - et futur campus[Quand ?] qui accueillera diverses sélections nationales ou internationales de football[57].
- Piscine intercommunal Jean Taris, l'une des 171 piscines dite « Tournesol ».
- V de Vasarely, offert à la Ville par Victor Vasarely en 1978[58].

### Personnalités liées à la commune
- Honoré de Balzac y a vécu dans sa jeunesse ; un parc de la ville porte son nom[59].
- Denis Bergeret (1846-1910), peintre né à Villeparisis[59].
- Le peintre Joseph Rossi et son épouse Jeanne y vécurent avant 1931.
- Da Uzi, rappeur, y a vécu durant son enfance[59].
- Győző Vásárhelyi dit Victor Vasarely (1906-1997), plasticien hongrois, né austro-hongrois et naturalisé français en 1961, reconnu comme étant le père de l'art optique. Il a laissé une trace durable sur Villeparisis en y installant notamment un V[58].
- Jean-Pierre Vasarely dit « Yvaral » (1934-2002), peintre et plasticien français. Comme son père, il a laissé une trace durable sur Villeparisis avec une installation dans le quartier du Parisis[60].
- Frédéric Déhu, ancien footballeur né à Villeparisis en 1972[59].
- Richard Sénéjoux, journaliste à Télérama, co-auteur du livre Médias : les nouveaux empires (First), est né à Villeparisis en 1971[59].
- Landry Bonnefoi né en 1983 à Villeparisis, footballeur français.
- Seb Mellia, humoriste né à Villeparisis en 1985.

### Villeparisis dans les arts et la culture
- Marcel Proust  attribue à l'un de ses personnages de À la recherche du temps perdu, le nom de marquise de Villeparisis.